# Salzforst
Der Salzforst ist der Staatswald im ehemaligen Saalgau in Unterfranken in Bayern und ein ehemaliges gemeindefreies Gebiet.

## Lage
Der Forst umfasste das Gebiet der Brend, das Quellgebiet der Sinn bis zum Diesbach, der vom Auersberg in die Breite Sinn mündet. Südlich reichte der Salzgau bis zur Aschach, nördlich bis zum Bach Sonder.

## Geschichte
Die fränkischen Herzöge und Könige teilten ihr Land in Gaue ein. Die Gaugrafen, Edelleute, Bischöfe und Klöster bekamen Rechte und Besitze in den einzelnen Gauen übertragen. Dadurch nahm der Einfluss der Herzöge und Könige in diesen Gauen ab. Den Salzgau mit dem Salzforst jedoch behielten sie sich als Königsgut vor, das von einem König auf den anderen als Hausgut überging. Salzgau hieß dieser Gau deshalb, weil er in der Nähe des Salzburg-Palastes lag, den sich die Könige unweit der jetzt noch bestehenden Salzburg erbaut hatten. Dieser Palast existiert nicht mehr.
Kamen nun die Karolinger auf ihre Salzburg bei Bad Neustadt, so gingen sie im Salzforst auf die Jagd. Der Gau mit seinem Forst blieb Eigentum der deutschen Könige und Kaiser bis zum Jahr 1000. Am 15. Mai 1000 schenkte Kaiser Otto III. den Salzgau mit dem Salzforst dem Bistum Würzburg.
Die Bischöfe von Würzburg gaben die Verwaltung des Forstes an die Grafen von Henneberg, woraus deren Erblinie Henneberg-Aschach entstand.
Schon zu Zeiten Karls des Großen wurden im Salzforst Bienenwarte und Honigschneider angestellt. Nach einem Verzeichnis von 1697/98 wurden damals in dem Forst 337 Greifvögel, 15 alte und 26 junge Wölfe erlegt. Der letzte Wolf wurde um 1800 erlegt.
Eine erste kartographische Darstellung der Region liegt mit der runden, handgezeichneten Salzforstkarte aus dem Jahr 1589 vor.
Inzwischen haben einige umliegende Gemeinden Teile des Salzforstes in ihrem Besitz.